# Les Cœurs fidèles

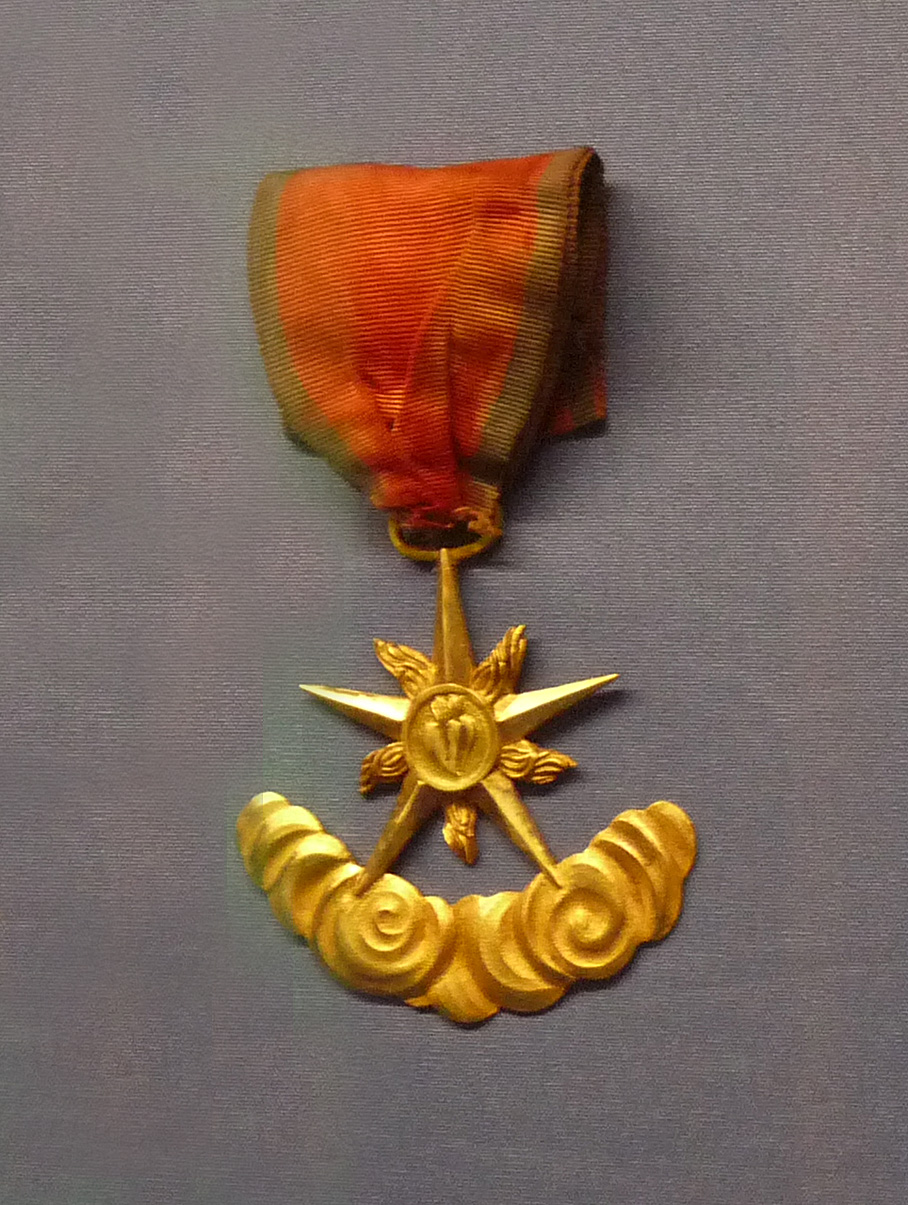
Bijou de la loge des Cœurs Fidèles

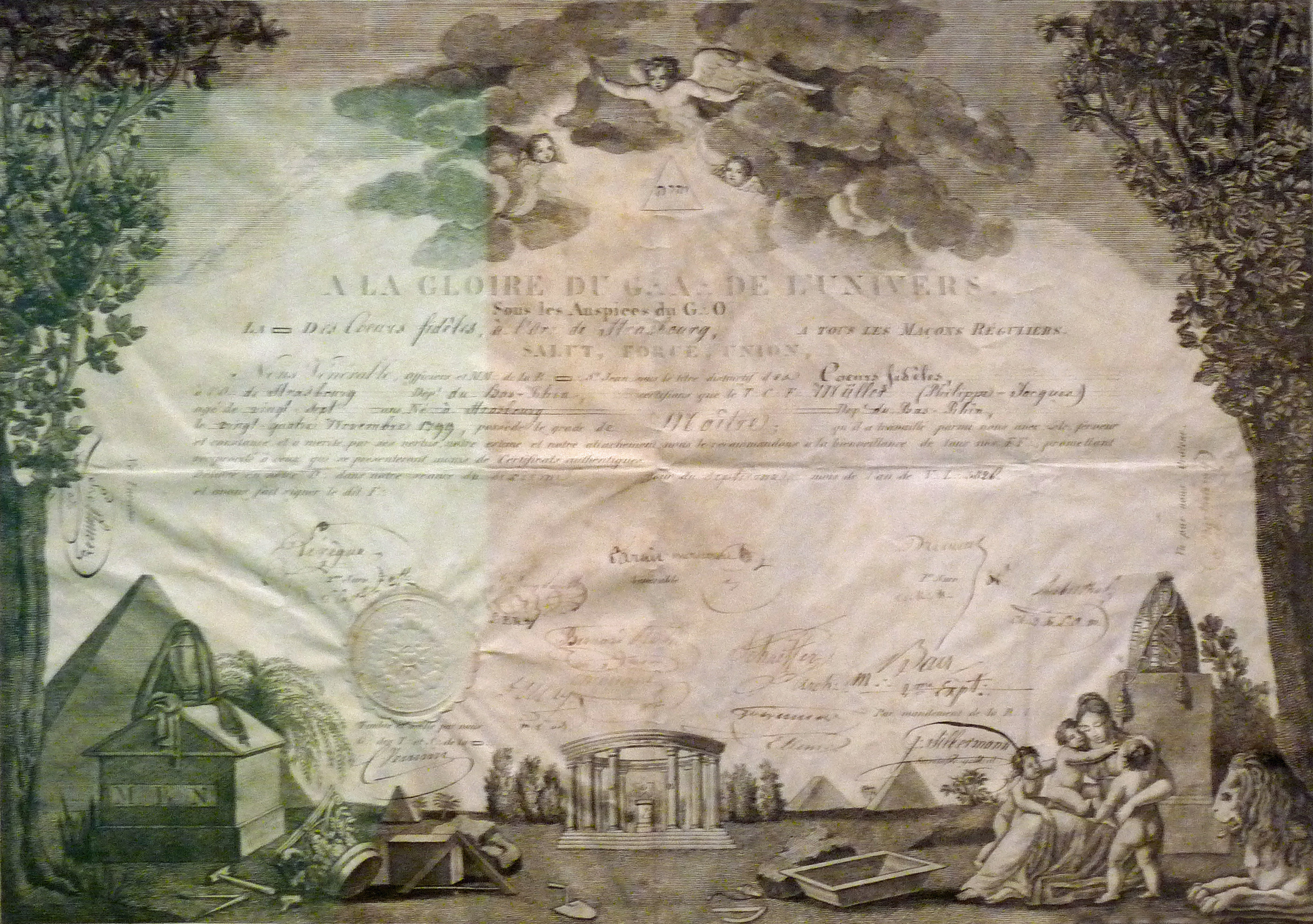
Certificat de maître délivré en 1826 par Les Cœurs Fidèles à Philippe Jacques Müller, âgé de 27 ans, né à Strasbourg en 1799

Les Cœurs fidèles est le titre distinctif d'une loge maçonnique strasbourgeoise active entre 1820 et 1841.
Elle appartient au Grand Orient de France et travaille au Rite écossais ancien et accepté.

## Sources
- Les Frères Réunis à Strasbourg au XIXe siècle, une loge maçonnique engagée, I. D. l'Édition, 2001, 95 p. (catalogue de l'exposition du 15 octobre 2011 au 5 février 2012 au Musée historique de Strasbourg)